# Еремеево (городской округ Истра)
Еремеево — деревня в городском округе Истра Московской области России. Население — 1 чел. (2010), в деревне 6 улиц, зарегистрировано 6 садоводческих некоммерческих товариществ (СНТ).

## Население
| 1852 | 1859 | 1886 | 1890 | 1899 | 1926 | 2002 |
| ---- | ---- | ---- | ---- | ---- | ---- | ---- |
| 310  | ↗315 | ↗362 | ↗458 | ↘397 | ↗525 | ↘3   |
| 2006 | 2010 |      |      |      |      |      |
| →3   | ↘1   |      |      |      |      |      |

## География
Деревня Еремеево находится на западе Московской области, в восточной части городского округа Истра, примерно в 13 км на северо-восток от Истры, в верховьях реки Дарьи, в 1 км восточнее Большого кольца Московской железной дороги, между платформами 155 км и 159 км; высота над уровнем моря — 194 м. Ближайшие населённые пункты: Подпорино в 1,5 км на юг, Алексино в 2,5 км на юго-запад, Лисавино в 2,5 км на северо-запад и Хованское в 2,5 км на юго-восток.

## История
В середине XIX века в селе Еремеево государственных имуществ 2-го стана Звенигородского уезда Московской губернии было 44 двора, церковь, крестьян 143 души мужского пола и 167 душ женского.
В «Списке населённых мест» 1862 года — казённое село 2-го стана Звенигородского уезда по тракту из Воскресенска до Крюковской станции, в 29 верстах от уездного города и 9 верстах от становой квартиры, при реке Безымянке, с 40 дворами, православной церковью и 315 жителями (143 мужчины, 172 женщины).
В 1886 году село являлось административным центром Еремеевской волости Звенигородского уезда, в нём насчитывалось 58 дворов, проживало 362 человека, располагалось волостное правление, действовала православная церковь, имелись школа и две лавки. В окрестностях села находились ещё три церкви и два кирпичных завода.
В 1899 году в селе 397 жителей, волостное правление, квартира полицейского урядника и земское училище.
По данным на 1911 год число дворов составляло 75.
По материалам Всесоюзной переписи населения 1926 года — административный центр Еремеевского сельсовета Еремеевской волости Воскресенского уезда Московской губернии, в 6,4 км от Волоколамского шоссе и 7,5 км от станции Снегири Балтийской железной дороги; проживало 525 человек (253 мужчины, 272 женщины), насчитывалось 116 хозяйств, из которых 109 крестьянских, имелись школа 1-й ступени и крестьянский комитет общественной взаимопомощи.
С 1929 года является населённым пунктом Московской области в составе Еремеевского сельсовета Воскресенского района (1929—1930), Еремеевского сельсовета Истринского района (1930—1939), Ивано-Алексинского сельсовета Истринского района (1939—1954), Ермолинского сельсовета Истринского района (1954—1957, 1960—1963, 1965—1994), Ермолинского сельсовета Красногорского района (1957—1960), Ермолинского сельсовета Солнечногорского укрупнённого сельского района (1963—1965), Ермолинского сельского округа Истринского района (1994—2006), сельского поселения Ермолинское Истринского района (2006—2017), городского округа Истра (с 2017).

## Достопримечательности
В деревне действует Вознесенская церковь, бывшее подворье Вознесенского монастыря. Нынешнее здание было построено в 1821 году. Представляет собой храм в стиле классицизма с Никольским приделом в трапезной. Церковь была закрыта в конце 1930-х годов, в плохом состоянии вновь открыта в 2003 году, начат ремонт. Является объектом культурного наследия России, как памятник градостроительства и архитектуры регионального значения.